# Jessica Davenport
Jessica Ann Davenport (Columbus, 24 giugno 1985) è un'ex cestista statunitense, professionista nella WNBA.

## Carriera
È stata selezionata dalle San Antonio Silver Stars al primo giro del Draft WNBA 2007 (2ª scelta assoluta).
Con gli Stati Uniti ha disputato le Universiadi di Smirne 2005.

## Palmarès
- Campionessa WNBA (2012)